# Ilex aschutassica
Ilex aschutassica (лат.) — вымерший вид рода Падуб семейства Падубовые. Произрастал на территории современного Казахстана в олигоценовой эпохе палеогенового периода.

## Этимология
Родовое название основано на латинском названии дуба каменного (Quercus ilex). Видовой эпитет указывает на то, что вид бы описан на основе отпечатка листа, обнаруженного на горе Ашутас.

## История изучения
Голотип 620/2113, который теперь находится в Ботаническом институте им. В. Л. Комарова Российской Академии Наук, был найден в олигоценовых отложениях Казахстана на горе Ашутас, располагающейся рядом с Зайсанской котловиной.
В 1956 году советский геолог, ботаник и палеоботаник Африкан Николаевич Криштофович с коллегами описали вид под названием Ilex integrifolia.
В своей работе, опубликованной в 2019 году, русский ботаник-систематик Александр Борисович Доуэльд отметил, что такое название уже использовалось ранее французским ботаником Луи де Вильмореном для наименования ещё одного вида падубов, и переименовал вид, описанный Криштофовичем, дав ему название Ilex aschutassica.